# Ferreiros (Braga)

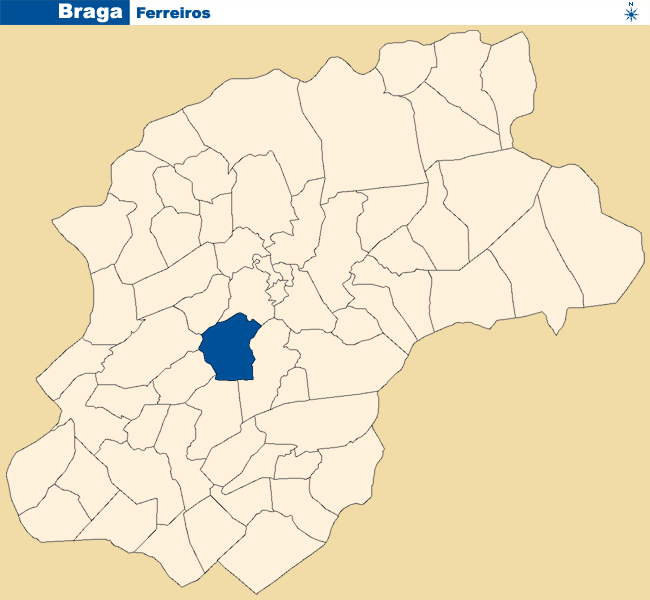

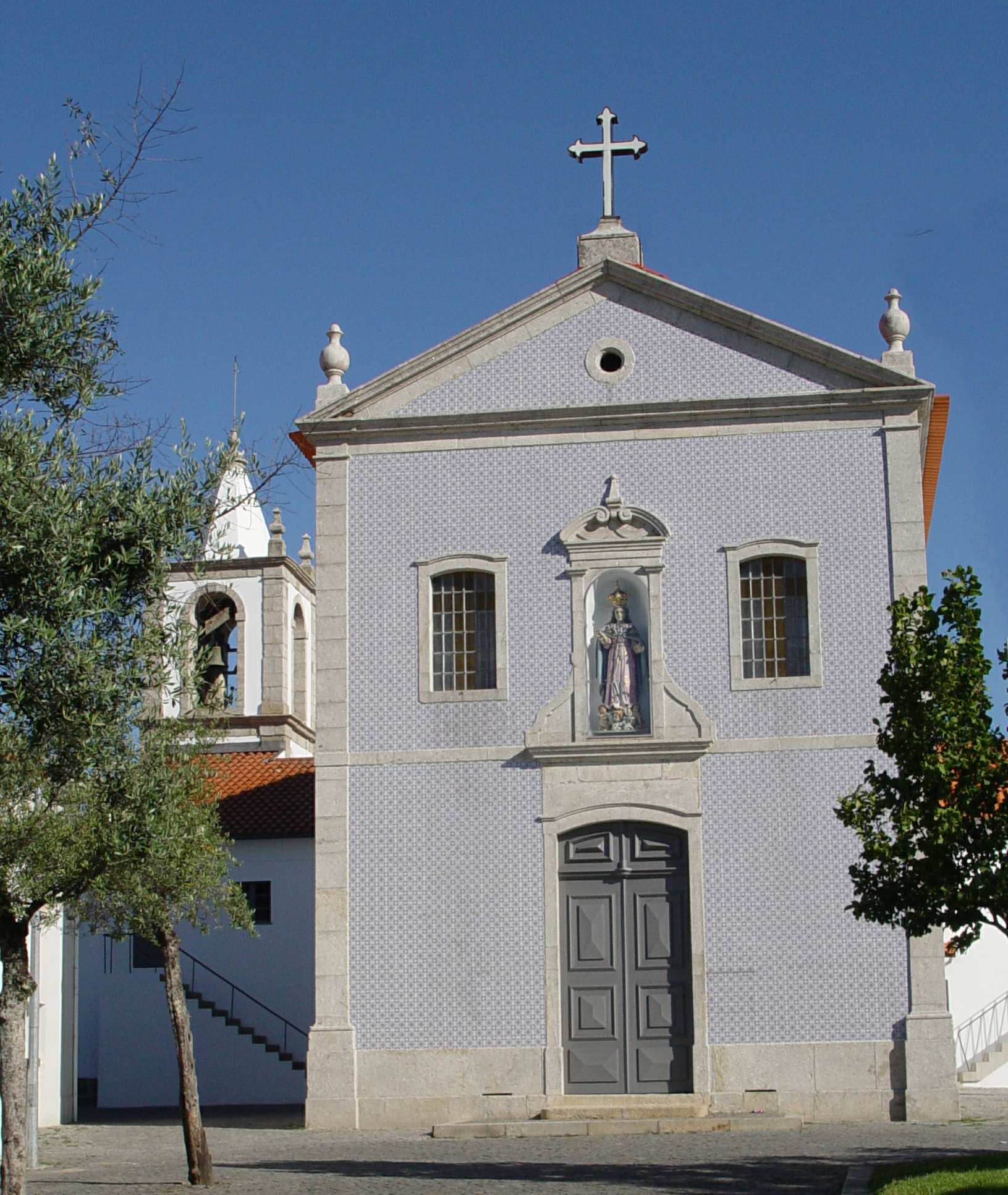
Igreja de Ferreiros

Ferreiros foi uma freguesia portuguesa do município de Braga, com 2,58 km² de área e 7 707 habitantes (2011). Densidade: 2 987,2 hab/km².
Foi extinta em 2013, no âmbito de uma reforma administrativa nacional, tendo sido agregada à freguesia de Gondizalves, para formar uma nova freguesia denominada União das Freguesias de Ferreiros e Gondizalves da qual é a sede.

## População
| População da freguesia de Ferreiros (1864 – 2011) | População da freguesia de Ferreiros (1864 – 2011) | População da freguesia de Ferreiros (1864 – 2011) | População da freguesia de Ferreiros (1864 – 2011) | População da freguesia de Ferreiros (1864 – 2011) | População da freguesia de Ferreiros (1864 – 2011) | População da freguesia de Ferreiros (1864 – 2011) | População da freguesia de Ferreiros (1864 – 2011) | População da freguesia de Ferreiros (1864 – 2011) | População da freguesia de Ferreiros (1864 – 2011) | População da freguesia de Ferreiros (1864 – 2011) | População da freguesia de Ferreiros (1864 – 2011) | População da freguesia de Ferreiros (1864 – 2011) | População da freguesia de Ferreiros (1864 – 2011) | População da freguesia de Ferreiros (1864 – 2011) |
| ------------------------------------------------- | ------------------------------------------------- | ------------------------------------------------- | ------------------------------------------------- | ------------------------------------------------- | ------------------------------------------------- | ------------------------------------------------- | ------------------------------------------------- | ------------------------------------------------- | ------------------------------------------------- | ------------------------------------------------- | ------------------------------------------------- | ------------------------------------------------- | ------------------------------------------------- | ------------------------------------------------- |
| 1864                                              | 1878                                              | 1890                                              | 1900                                              | 1911                                              | 1920                                              | 1930                                              | 1940                                              | 1950                                              | 1960                                              | 1970                                              | 1981                                              | 1991                                              | 2001                                              | 2011                                              |
| 832                                               | 917                                               | 1 009                                             | 1 053                                             | 1 146                                             | 1 027                                             | 1 236                                             | 1 574                                             | 1 758                                             | 1 912                                             | 2 455                                             | 4 162                                             | 4 814                                             | 6 857                                             | 7 707                                             |

## Património
- Igreja de Ferreiros
- Capela da Misericórdia

## Caracterização da Localidade
Ferreiros situa-se a sudoeste do centro da sede concelhia.
Estendendo-se por uma área de 327 hectares, a freguesia de Ferreiros confrontava com as freguesias de Maximinos (norte) Lomar (este), Celeirós e Aveleda (sul), Sequeira e Gondizalves (oeste).
As principais vias de acesso ao território da antiga freguesia são a Estrada Nacional 103, que liga Braga a Barcelos, e a Estrada Nacional 14, que faz a ligação de Braga ao Porto. Recebe também as ligações da Auto-Estrada 3 (Porto - Valença) e da Auto-Estrada 11 (Guimarães - Braga - Barcelos).

## Descritivo Histórico
Apesar de os documentos que o provem serem um pouco escassos, Ferreiros é uma povoação muito antiga.
As origens deste termo perdem-se nos tempos. O «Liber fidei» apresenta, em referencia ao ano 840, o «Castro de Ferrarius». «Ferreiros» é também mencionada numa doação à Sé de Braga de 1083.
Há pelo menos duas explicações possíveis para o topónimo «Ferreiros»: em tempos idos existiria perto daquele Castro alguma exploração ou afloramento de minas de ferro. Ou então, haveria no mesmo local muitos operários a trabalhar o ferro.
Em meados do século XIX Ferreiros era referenciada numa reunião da Câmara de Braga, como uma «pequena aldeola situada a escassos quatro quilómetros de Braga».
Mas, de uma «aldeola», Ferreiros passa a ser uma grande freguesia do perímetro urbano da cidade de Braga. A «entrada» no perímetro urbano acontece legalmente pelo decreto-lei n.º 149/74 de 12 de Abril.
A verdadeira explosão demográfica acontece a partir da década de 1960. Este crescimento demográfico surge, em parte, com a criação do loteamento «Cidade Satélite», apresentado na monografia «Santa Maria de ferreiros», de Luís Costa, como a primeira urbanização fora do centro urbano de Braga.
Para termos uma ideia do crescimento então verificado nesta povoação, atente-se que o recenseamento da população de 1941 contabilizou 1563 habitantes. Nos Censos de 1981, a população residente em Ferreiros subiu para 4114.
O crescimento da localidade tem-se mantido até aos nossos dias. O Censo de 2001 referencia uma população de 8583 habitantes.

## Política

### Resultados para a Junta de Freguesia
|             | %    | M    | %    | M    | %    | M    | %    | M    | %    | M    | %    | M    | %    | M    | %    | M    | %    | M    | %    | M    |
| Partidos    | 1976 | 1976 | 1979 | 1979 | 1982 | 1982 | 1985 | 1985 | 1989 | 1989 | 1993 | 1993 | 1997 | 1997 | 2001 | 2001 | 2005 | 2005 | 2009 | 2009 |
| ----------- | ---- | ---- | ---- | ---- | ---- | ---- | ---- | ---- | ---- | ---- | ---- | ---- | ---- | ---- | ---- | ---- | ---- | ---- | ---- | ---- |
| PS          | 40,9 | 4    | 61,0 | 8    | 62,5 | 9    | 43,0 | 4    | 38,9 | 4    | 48,3 | 5    | 43,7 | 4    | 41,6 | 4    | 46,0 | 6    | 63,3 | 9    |
| PPD/PSD     | 22,4 | 2    | 27,2 | 4    |      |      | 39,6 | 4    | 32,2 | 3    | 37,3 | 4    | 35,9 | 4    |      |      |      |      |      |      |
| CDS-PP      | 19,2 | 2    |      |      |      |      |      |      |      |      | 3,5  | -    | 6,2  | -    |      |      |      |      |      |      |
| IND         | 10,2 | 1    |      |      |      |      |      |      |      |      |      |      |      |      |      |      |      |      |      |      |
| APU/CDU     |      |      | 9,0  | 1    | 7,9  | 1    | 17,4 | 1    | 25,7 | 2    | 8,4  | -    | 9,1  | 1    | 9,0  | -    | 6,9  | 1    | 4,7  | -    |
| PSD-CDS-PPM |      |      |      |      | 26,8 | 3    |      |      |      |      |      |      |      |      | 45,9 | 5    | 43,2 | 6    | 26,1 | 4    |
| BE          |      |      |      |      |      |      |      |      |      |      |      |      |      |      |      |      |      |      | 3,0  | -    |